# Gayle Forman
Gayle Forman (Los Angeles, 5 giugno 1978) è una scrittrice e giornalista statunitense.
È nota soprattutto per il suo romanzo Resta anche domani che rimase ai vertici delle classifiche del New York Times nella categoria Young Adult Fiction e da cui è tratto l'omonimo film.

## Carriera
Gayle Forman ha iniziato la sua carriera scrivendo per Seventeen Magazine, con articoli riguardanti i giovani e i problemi sociali. 
In seguito divenne una giornalista freelance scrivendo per riviste come The Nation, Elle e Cosmopolitan.
Con suo marito Nick ha compiuto un viaggio intorno al mondo, raccogliendo così esperienze e informazioni che sono confluite nei suoi libri. 
Nel 2009 ha pubblicato il romanzo Resta anche domani, che parla di una diciassettenne, Mia Hall, che è coinvolta in un tragico incidente. Dal romanzo è stato adattato un film nel 2014 con protagonista Chloë Grace Moretz. Del romanzo esiste anche un sequel Resta sempre qui.
Nel 2015 ha pubblicato il romanzo I Was Here, che parla di una ragazza diciottenne costretta a fare i conti con l'improvviso suicidio della sua migliore amica. I diritti del libro sono stati acquistati dalla New Line Cinema un mese dopo.

## Libri
- You Can't Get There from Here: A Year on the Fringes of a Shrinking World (2005)
- Sisters in Sanity (2007)
- Resta anche domani (If I Stay) (2009)
- Resta sempre qui (Where She Went) (2011)
- Per un giorno d'amore (Just One Day) (2013)
- Per un anno d'amore (Just One Year) (2014)
- Just One Night (2014)
- Laggiù mi hanno detto che c’è il sole (I Was Here) (2015)
- Leave Me (2016)
- Il nostro giorno migliore (I Have Lost My Way) (2018)
- Come dinosauri dopo l'asteroide (2022)